# Landgericht Kaltenberg
Das Landgericht Kaltenberg war ein am 1. Oktober 1814 errichtetes,  bis 1829 bestehendes bayerisches Landgericht älterer Ordnung mit Sitz in Kaltenberg, heute ein Teil des Marktes Mömbris im mittleren Kahlgrund in Unterfranken. Die Landgerichte waren im Königreich Bayern Gerichts- und Verwaltungsbehörden.

## Geschichte
Bis 1772 war Kaltenberg ein Verwaltungszentrum des Mainzer Kurstaates. Dort amtierte über 80 Jahre lang ein Oberschultheiß. Im Jahre 1783 wurde das Amt Kaltenberg zum Vogteiamt ohne Kämmerer zurückgestuft. Als das Gebiet 1814 zu Bayern kam, entstand im Amtsgebäude das Königlich Bayerische Landgericht mit einem Landrichter. Nach den Entschließungen vom 30. Juni 1828 sowie vom 8. und 14. Januar 1829 wurde das Landgericht Kaltenberg aufgelöst und sein Gebiet auf die Landgerichte Aschaffenburg und Alzenau und das Herrschaftsgericht Krombach aufgeteilt.